# Stagetus grossus
Stagetus grossus är en skalbaggsart som beskrevs av White 1976. Stagetus grossus ingår i släktet Stagetus och familjen trägnagare. Inga underarter finns listade i Catalogue of Life.